# Indiexpo
indiexpo는 호스팅 사이트 로서 비디오 게임을 무료로 플레이할 수 있도록 브라우저에서 또는 PC, Linux, MAC용으로 다운로드할 수 있게 제공하며, 소셜 네트워크 와 유사한 기능을 갖추고 있다. 이 사이트의 첫 버전은 2011년 3월 1일에 이탈리아에서만 제공되었으며, 인디 게임을 위한 가상 공간으로 RPG 만들기와 게임메이커를 사용해 개발된 게임들을 중심으로 했다. 2020년까지 이 사이트는 20개의 언어로 번역되었고 다양한 종류와 장르의 게임을 호스팅하고 있다.

## 역사

### 2011–2015
indiexpo의 첫 번째 버전은 2011년에 freankexpo.net이라는 이름으로 온라인에 공개되었으며, 이탈리아에서 가장 크고 많이 이용되는 [RPG_만들기]] 포럼에서 발표되었다. 첫 버전은 사용자 등록 시스템과 게임을 직접 업로드할 수 있는 기본 기능만 포함하고 있었다. 이후 이 사이트는 이탈리아의 다른 게임 개발 커뮤니티에서도 인기를 끌기 시작했으며, 특히 RPG 만들기와 게임메이커와 관련이 깊었다. 2011년 5월에는 영어, 같은 해 9월에는 독일어, 이후 프랑스어와 스페인어로 번역되었다. 번역 작업은 초기 사용자와 개발자들에 의해 이루어졌다.
2013년 동안 사이트는 급성장하였으며, 매일 많은 인디 게임이 유니티_, 언리얼 엔진, 컨스트럭트 등의 다양한 게임 엔진 을 사용해 개발되어 업로드되었다. 사이트의 주요 영역은 모든 게임이 사용자 평가 점수에 따라 정렬된 순위표였다.
게임은 모든 종류의 운영 체제에서 실행 가능하며, 사이트는 무료로 다운로드할 수 있는 Linux 게임의 주요 플랫폼 중 하나로 여겨졌다.

### 2016–현재
2016년 초에 사이트는 완전히 개편되어 indiexpo로 이름이 바뀌고, 많은 새로운 기능과 현대적인 디자인을 갖춘 게임 포털이 되었다.
indiexpo는 2월에 HTML5로 개발된 브라우저 게임도 받아들이기 시작했고, 3월에는 "이벤트" 영역이 열렸다. 같은 해 9월에는 게임 설명이나 댓글에 사용할 수 있는 해시태그 추가, 새로운 순위표와 게임 통계 등 다양한 새로운 기능이 도입되었다.
8월 동안에는 모든 개발자가 자신의 게임에 대한 온라인 순위를 자동으로 생성할 수 있는 API 시스템 테스트를 시작했다.
레디 플레이어_원 에서 영감을 받아 사이트는 새로운 온라인 순위표 기능을 사용하여 다양한 게임에서 보물찾기를 개최했다. 6월에는 자신의 블로그나 웹사이트에 게임을 삽입할 수 있는 기능도 도입되었다, 이는 유튜브에서 사용하는 시스템과 매우 유사하다.
2017년에는 어쌔신 크리드 크로니클스 의 제작자 중 한 명인 Mario Marquardt와 Electronic Arts에서 일하는 개발자 Pierre Leclerc 등 여러 유명 개발자들도 이 사이트를 이용하기 시작했다.
2018년 3월에는 사이트에서 첫 번째 독점 게임이 릴리스되었고, 이후 플레이어 활동을 기반으로 가장 적합한 게임을 추천하는 기계 학습 알고리즘이 도입 및 개선되었다.
사이트는 일본어, 중국어, 한국어 등 동양 언어를 포함한 20개의 언어로 번역되었다. 2020년에는 페르시아어로도 번역되어 이와 같은 종류의 사이트 중 최초로 기록되었다.
2021년에는 많은 사용자의 요청에 따라 계정을 인증할 수 있는 기능이 도입되었다 이를 통해 게임이 실제 저자에 의해 업로드되었는지 확인할 수 있게 되었다. 연말까지 사이트는 아시아 지역으로의 확장을 계속하였으며, 필리핀어와 태국어로도 번역되었다.

## 기능

### 기계 학습
indiexpo는 플레이어의 평가, 댓글, 활동을 기반으로 게임을 추천하는 맞춤형 추천 시스템을 개발했다. indiexpo의 추천 시스템은 강화 학습, 신경망, 인과 모델링, 확률 그래픽 모델, 행렬 분해, 앙상블 및 다중 무장 강도와 같은 다양한 알고리즘 접근 방식을 포괄한다. 등록된 사용자가 사이트에 접속할 때마다 추천 시스템은 사용자의 이전 활동을 기반으로 특정 게임을 플레이할 확률을 추정한다.

### indiepad
2017년에는 안드로이드 시스템을 위한 앱인 indiepad가 출시되었으며, 이 앱은 스마트폰을 컨트롤러로 변환하여 indiexpo에 업로드된 여러 게임을 플레이할 수 있게 해준다.
호환되는 게임을 시작하면 사용자는 QR 코드를 스캔하여 해당 게임에 스마트폰을 연결할 수 있다. 이 기능은 컨스트럭트 게임 엔진을 소유한 Scirra 회사로부터 많은 지원을 받았다.
개발자에게 이 시스템의 특징은 구현이 매우 쉽다는 것이다. 게임 코드를 수정할 필요 없이 사이트에 업로드할 때 이 게임패드를 바로 통합할 수 있다.
이 기능은 최대 4명의 플레이어가 로컬 멀티플레이어 게임을 설정하는 데 적합하다.

### indiexpo Doodle
구글 두들과 유사하게, indiexpo Doodle은 특별한 이벤트를 기념하기 위해 indiexpo의 로고를 일시적으로 변경한 것이다. 예를 들어, 세계 체스 챔피언십이 개최되는 동안, 왕좌의 게임의 마지막 시즌이 시작될 때, 아타리와 팩맨의 기념일, 영화 Avengers:_Infinity_War에서 Ironman을 기념할 때, 그리고 진격의 거인의 마지막 시즌 동안 로고가 변경되었다.

### 해시태그
2016년에는 엑스 와 유사하게, 게임 설명에 하나 이상의 해시태그를 추가할 수 있는 기능이 도입되었다. 해시태그는 hashtag 기호 ("#")가 앞에 붙은 단어나 단어 조합이다. 메시지에 해시태그를 추가하면 동일한 해시태그를 언급한 모든 최신 게임으로 연결되는 하이퍼링크가 생성된다.
또한, "@" (골뱅이) 기호 뒤에 사용자 이름을 사용하여 다른 사용자를 언급하거나 응답할 수 있다.
이 기능은 이후 댓글 및 게임 업데이트에도 확장되었다.

## 킥스타터 캠페인
indiexpo는 자체 킥스타터 캠페인을 진행하지 않았지만, 작은 팀들이 인지도를 얻고 그들의 이니셔티브를 확산할 수 있도록 여러 번 도왔다. 가장 주목할 만한 사례는 Landflix Odyssey, Ayo The Clown, Justin Wack and the Big Time Hack 및 Freud's Bones와 관련된 것이다.